# Симонов Сергій Гаврилович
Сергій Гаврилович Симонов (22 вересня [4 жовтня] 1894, село Федотово, Владимирська губернія, Російська імперія — 6 травня 1986, Москва, СРСР)- видатний радянський конструктор стрілецької зброї. Герой Соціалістичної Праці. Лауреат двох Сталінських премій першого ступеня. Депутат Верховної Ради РРФСР 1-го скликання.

## Біографія
Народився 22 сентября (4 жовтня) 1894 року у селі Федотово (нині — у складі селища Мелехово Ковровського району) Владимирської губернії (нині Владимирська область) у сім'ї селян.
Закінчив 3 класи сільської школи. Із 16 років працював у кузні. У 1915 році пішов працювати слюсарем на невеликому завод, закінчив технічні курси. У 1917 році приступив до роботи на Ковровському заводі слюсарем (нині ВАТ «Завод імені В. О. Дегтярьова»). Брав участь у доопрацюванні і налагодженні першого російського автомата Федорова. Член ВКП (б) із 1927 року.
Із 1922 року — майстер, потім старший майстер. Із 1929 року — начальник складального цеху, конструктор, керівник експериментальної майстерні. У 1922—1923 роках проєктує ручний кулемет і автоматичну гвинтівку під керівництвом В. Г. Федорова та В. О. Дегтярьова. У 1926 році представлена, а в 1936 році прийнята на озброєння РСЧА автоматична гвинтівка Симонова (АВС-36).
У 1932—1933 роках — навчання в Промисловій академії.
Із початком німецько-радянської війни Симонов разом із підприємством евакуйований в Саратов. Велику увагу приділяв створенню ручних і станкових кулеметів, але не припинив розробку іншої зброї. До кінця 1944 року Сергій Гаврилович створює перші зразки свого знаменитого СКС під патрон 7,62×39 мм на основі карабіна, розробленого ним же в рамках конкурсу на новий карабін ще в 1940—1941 роках.
У 1950—1970 роках С. Г. Симонов працював у НДІ-61 (нині Центральний НДІ точного машинобудування ЦНДІТОЧМАШ) у м. Климовськ Московської області. Був депутатом ВС РРФСР.
Помер 6 травня 1986 року.
Похований у Москві на Кунцевському кладовищі (ділянка № 10).

## Пам'ять

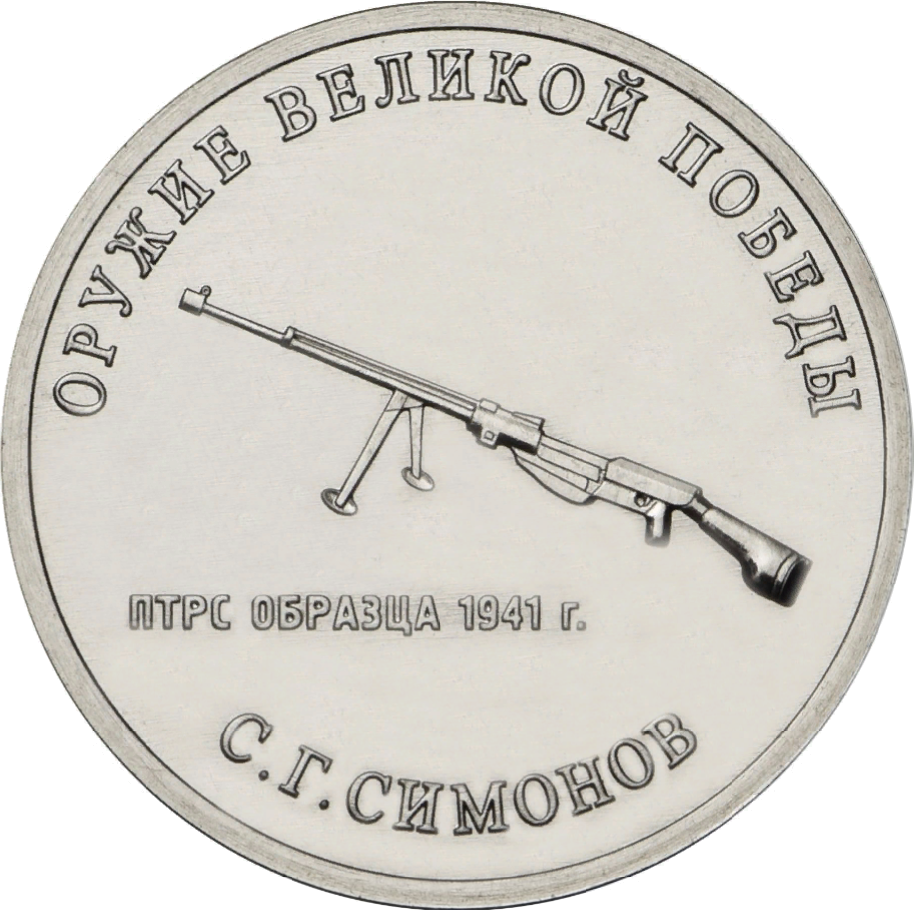
Монета Банку Росії серії «Зброя Великої Перемоги (конструктори зброї)», 25 рублів, 2019 року, С. Г. Симонов, протитанкова рушниця Симонова

- У центрі Подольська в присутності С. Г. Симонова йому був відкритий пам'ятник.

## Розробки
- Автоматична гвинтівка Симонова зразка 1931 року (АВС-3);
- Автоматична гвинтівка Симонова зразка 1933 року, в 1936 році надійшла на озброєння РСЧА під найменуванням АВС-36;
- Автоматична гвинтівка Симонова АВС-034 (дослідний зразок 1936 року);
- Дослідний зразок СВС — 18 зразків 1939 року;
- Дослідний зразок СВС-37-П-41 (1941 рік);
- Дослідний зразок СВС-53 (1944 рік);
- Ручний кулемет РПС-3 зразка 1942 року (дослідний зразок);
- 9-мм пістолет-кулемет ППС-9 зразка 1949 року (дослідний зразок);
- У 1941 році розробив 14,5-мм протитанкову самозарядну рушницю (ПТРС), що успішно застосовувалося в період німецько-радянської війни.
- У кінці 1944-початку 1945 року на озброєння Червоної армії прийнятий самозарядний карабін Симонова СКС. Випускався за ліцензією в багатьох країнах: Китай, Югославія, НДР, Чехословаччина, Польща і інних. У 20 країнах перебував на озброєнні. В окремих країнах (Бутан, Індія, Албанія та ін.) знаходиться на озброєнні й в даний час. За весь час випущено, за різними оцінками, від 15 до 20 мільйонів зразків. У США в особистому користуванні знаходиться близько 1,5 мільйонів екземплярів (на початок 2014 року).
- Самозарядний карабін Симонова СКС-41 зразка 1944 року (дослідний зразок);
- Дослідний зразок автоматичного карабіна Симонова АКС-М-3-44 (1944 рік);
- Снайперський самозарядний карабін зразка 1945 року СКС-45;
- Автомат АКС-75 (дослідний зразок) 1952 рік;
- Автомат АС-104 (1956 рік);
- 7,65-мм пістолет СПС зразка 1949 року під пістолетний патрон «Браунінг»;
- 7,62-мм пістолет СПС зразка 1941 року під пістолетний патрон ТТ (експериментальний зразок)[3].

## Нагороди та премії
- Герой Соціалістичної Праці (20.10.1954)
- три ордена Леніна (18.01.1942; 20.10.1954; 04.10.1984)
- орден Жовтневої Революції (04.10.1974)
- орден Кутузова II ступеня (16.09.1945)
- орден Вітчизняної війни I ступеня (18.11.1944)
- два ордена Трудового Червоного Прапора (05.08.1944; 05.10.1979)
- орден Червоної Зірки (08.06.1939)
- Заслужений винахідник РРФСР (1964).
- Сталінська премія І ступеня (1942) — за створення ПТР
- Сталінська премія І ступеня (1949) — за створення СКС